# La Chapelle-Rainsouin
La Chapelle-Rainsouin är en kommun i departementet Mayenne i regionen Pays de la Loire i nordvästra Frankrike. Kommunen ligger i kantonen Montsûrs som tillhör arrondissementet Laval. År 2022 hade La Chapelle-Rainsouin 413 invånare.

## Befolkningsutveckling
Antalet invånare i kommunen La Chapelle-Rainsouin
| Referens: INSEE |